# Joachim Molthagen
Joachim Molthagen (* 8. Oktober 1941 in Oldenburg) ist ein deutscher Althistoriker.
Joachim Molthagen legte das Abitur 1961 am Alten Gymnasium Oldenburg ab. Ab 1961 studierte er die Fächer Geschichte, Evangelische Theologie und Latein an den Universitäten Hamburg und Heidelberg. 1967 folgte in den Fächern Geschichte und Religion das Erste Staatsexamen für das Lehramt an Gymnasien in Hamburg. Molthagen wurde 1969 promoviert an der Universität Hamburg in Alter Geschichte über das Thema Der römische Staat und die Christen im zweiten und dritten Jahrhundert. Im selben Jahr wurde er Wissenschaftlicher Angestellter am Seminar für Alte Geschichte an der Universität Hamburg, im Jahr 1971 Wissenschaftlicher Oberrat. Seit 1982 war er bis zu seiner Pensionierung im Jahr 2005 als Professor für Alte Geschichte an der Universität Hamburg tätig.
Zu seinen Forschungsschwerpunkten zählen die Römische Republik (außeritalische Expansion, innere Auseinandersetzungen in der späten Republik), das frühe Christentum im Verhältnis zu Staat und Gesellschaft der römischen Kaiserzeit (besonders in neutestamentlicher Zeit) und die antike Historiographie.

## Schriften (Auswahl)
- Der römische Staat und die Christen im zweiten und dritten Jahrhundert. Vandenhoeck und Ruprecht, Göttingen 1970, 2. Aufl. 1975, ISBN 3-525-25142-4.
- Christen in der nichtchristlichen Welt des Römischen Reiches der Kaiserzeit (1.–3. Jahrhundert n. Chr.), St. Katharinen 2005, ISBN 978-3-89590-164-5.